# Снежноягодник округлый
Снежноя́годник окру́глый  (лат. Symphoricarpos orbiculatus Moench) — кустарник, вид рода Снежноягодник семейства Жимолостные. Известен также под названием «Кораллоягодник». Декоративное растение.
Родина — Северная Америка.

## Ботаническое описание
Листопадный кустарник высотой до 2—3 метров с тонкими коричневыми или красноватыми побегами.
Листья супротивные, яйцевидно-округлые, цельнокрайные. С верхней стороны тёмно-зелёные, с нижней — более светлые и опушённые. Осенью окрашиваются в красный цвет.
Цветки мелкие, колокольчатые, розовато-белые, собраны в короткие кисти в пазухах листа. Цветёт в июле-августе.
Плоды шарообразные, диаметром 4—7 мм, пурпурно-красные, несъедобные. Созревают в сентябре, долго не опадают.

## Применение
Благодаря своим красивым, долго не опадающим плодам часто используется в качестве декоративного растения, в основном в живых изгородях. Он менее зимостоек, чем Снежноягодник белый, может обмерзать до уровня снега, а в суровые зимы — до основания, но пригоден для посадок в средней полосе европейской части России. Засухоустойчив, хорошо развивается на тёплых, солнечных участках с плодородной почвой.
В декоративном садоводстве известны сортаː
- 'Variegatus' ('Foliis Variegatis') — листопадный кустарник до 1 м высотой с тонкими, сильноветвистыми ветками. Листья супротивные, овальные до 4 см длиной, с неровной жёлтоё каймой, тёмные сверху, сизоватые и сильно опушенные снизу. Не цветёт[1].

- 'Taff’s Silver Edge' — более редкий сорт, имеет белую кайму на листьях[1].